# شانون جانسون
شانون جانسون (انگلیسی: Shannon Johnson؛ زادهٔ ۱۸ اوت ۱۹۷۴) بازیکن بسکتبال اهل ایالات متحده آمریکا است.
وی در مسابقات کشوری و بین‌المللی در مجموع برندهٔ ۵ مدال طلا شده‌است.